# Adenophora probatovae
Adenophora probatovae är en klockväxtart som beskrevs av Andrey Evgenievich Kozhevnikov. Adenophora probatovae ingår i släktet kragklockor, och familjen klockväxter. Inga underarter finns listade i Catalogue of Life.